# Жаїлма
Жаїлма́ (каз. Жайылма) — село у складі Камистинського району Костанайської області Казахстану. Входить до складу Адаєвського сільського округу.
Населення — 234 особи (2021; 291 у 2009, 1004 у 1999, 1368 у 1989).